# Tatra 86
Tatra 86 je typ československého trolejbusu z druhé poloviny 30. let 20. století.

## Konstrukce
Prototyp trolejbusu Tatra 86 patřil mezi první tři vozy, které zahajovaly provoz v prvním tzv. moderním trolejbusovém provozu v Československu (tzv. historické provozy zanikly již během první světové války). Stalo se tak v roce 1936 v Praze, kam byly dodány také prototypy dalších dvou československých trolejbusů: Škoda 1Tr a Praga TOT. Tyto tři vozy byly zároveň prvními vyrobenými trolejbusy na území Československa, proto se od ostatních vozů stejných typů dodaných do Prahy částečně odlišují.
T 86 je třínápravový trolejbus, který mechanicky vychází z nákladního automobilu Tatra 23. Z tohoto vozu pocházel především podvozek, na který byla připevněna celokovová samonosná karoserie. V levé bočnici trolejbusu se nacházely dvoje dvoukřídlé skládací dveře (s pneumatickým ovládáním), v přední části pravého boku byla menší bouchací dvířka pro řidiče vozu. Sedačky v interiéru byly uspořádány podélně.
Trolejbusy T 86 využívaly elektrickou výzbroj Siemens, sériové trakční motory ale vyvinula firma Sousedík Vsetín. Vůz byl poháněn čtyřmi trakčními sériovými čtyřpólovými motory. Motory byly přes pryžové bloky uloženy do karoserie a byly uspořádány tak, že každý motor poháněl přes samostatnou hřídel a ozubené převody jednu hnací polonápravu. Elektrické sériově-paralelní zapojení skupiny motorů tak nahradilo obvyklé mechanické nápravové diferenciály. Další výhodou tohoto uspořádání byla příznivá výška podlahy 580 mm, což ocenili hlavně cestující.
Prototyp trolejbusu používal silnoproudý řídící kontrolér Siemens, pomocí kterého se přes vřazené odpory ovládaly hnací motory náprav. U dalších vozidel byl tento kontrolér nahrazen nepřímým stykačovým ovládaním systému ČKD, který vykazoval vyšší životnost kontaktů a měl i jednodušší obsluhu.

## Prototyp
Prototyp trolejbusu T 86, který zahajoval trolejbusovou dopravu v Praze byl vyroben v roce 1936. V Praze obdržel evidenční číslo 302. V provozu byl ale necelé dva roky, protože na počátku roku 1938 byl pro velkou poruchovost odstaven. O rok později byl ze stavu pražských trolejbusů vyřazen a putoval k výrobci do Kopřivnice, kde byl po druhé světové válce rekonstruován do podoby blížící se sériovým vozům T 86. Do Prahy se ale prototyp již nepodíval, protože byl v roce 1948 předán do Mostu. Tam pod evidenčním číslem 112 sloužil do roku 1953, kdy byl vyřazen.

## Provoz
V letech 1936 až 1939 bylo vyrobeno šest vozů.
| Současný stát | Město | Článek | Typ | Roky dodávek | Počet vozů | Evidenční čísla při dodání | Poznámky | Zdroj |
| ------------- | ----- | ------ | --- | ------------ | ---------- | -------------------------- | -------- | ----- |
| Česko         | Praha | článek | 86  | 1936 – 1939  | 6 kusů     | 302, 320 – 324             |          |       |

Jako ojeté se trolejbusy Tatra 86 dostaly z Prahy do Mostu a do Pardubic (zde dojezdily v roce 1958).